# Collegio di Gloucester
Gloucester è un collegio elettorale inglese situato nel Gloucestershire e rappresentato alla camera dei Comuni del parlamento del Regno Unito. Elegge un membro del parlamento con il sistema maggioritario a turno unico; l'attuale parlamentare è Alex McIntyre del Partito Laburista, che rappresenta il collegio dal 2024.

## Estensione

Gloucester dal 2010 al 2024

- 1918–1950: il County Borough di Gloucester.
- 1950–1955: il County Borough di Gloucester, e nel distretto rurale di Gloucester le parrocchie civili di Barnwood, Brockworth, Hempsted, Hucclecote e Wotton Vill.
- 1955–1974: il County Borough di Gloucester, e nel distretto rurale di Gloucester le parrocchie civili di Barnwood, Brockworth, Hempsted e Hucclecote.
- 1974–1983: il County Borough di Gloucester.
- 1983–1997: la Città di Gloucester, e i ward del distretto di Stroud di Quedgeley and Hardwicke e Upton St Leonards.
- 1997–2010: la Città di Gloucester.
- 2010–2024: i ward della Città di Gloucester di Abbey, Barnwood, Barton and Tredworth, Elmbridge, Grange, Hucclecote, Kingsholm and Wotton, Matson and Robinswood, Moreland, Podsmead, Quedgeley Fieldcourt, Quedgeley Severn Vale, Tuffley e Westgate.
- dal 2024: come sopra, meno il ward di Elmbridge.

## Membri del parlamento dal 1885
| Elezione | Elezione       | Deputato            | Partito            |
| -------- | -------------- | ------------------- | ------------------ |
|          | 1885           | Thomas Robinson     | Liberale           |
|          | 1895           | Charles James Monk  | Liberale Unionista |
|          | 1900           | Russell Rea         | Liberale           |
|          | 1910           | Henry Terrell       | Conservatore       |
| 1918     | James Bruton   |                     | Conservatore       |
| 1923     | James Horlick  |                     | Conservatore       |
| 1929     | Leslie Boyce   |                     | Conservatore       |
|          | 1945           | Moss Turner-Samuels | Laburista          |
| 1957 (S) | Jack Diamond   |                     | Laburista          |
|          | 1970           | Sally Oppenheim     | Conservatore       |
| 1987     | Douglas French |                     | Conservatore       |
|          | 1997           | Tess Kingham        | Laburista          |
| 2001     | Parmjit Dhanda |                     | Laburista          |
|          | 2010           | Richard Graham      | Conservatore       |
|          | 2024           | Alex McIntyre       | Laburista          |

## Elezioni

### Elezioni negli anni 2020
| Partito                    | Partito                                           | Candidato                  | Risultati 4 luglio 2024 | Risultati 4 luglio 2024 |
| Partito                    | Partito                                           | Candidato                  | Voti                    | %                       |
| -------------------------- | ------------------------------------------------- | -------------------------- | ----------------------- | ----------------------- |
|                            | Laburista                                         | Alex McIntyre              | 16 472                  | 36,05                   |
|                            | Conservatore                                      | Richard Graham             | 13 041                  | 28,54                   |
|                            | Reform UK                                         | Christopher Farmer         | 7 307                   | 15,99                   |
|                            | Lib Dem                                           | Rebecca Jane Trimnell      | 4 759                   | 10,42                   |
|                            | Verdi                                             | Adam Shearing              | 2 307                   | 5,05                    |
|                            | Workers                                           | Steve Gower                | 974                     | 2,13                    |
|                            | Laburista Socialista                              | Akhlaque Ahmed             | 496                     | 1,09                    |
|                            | Indipendente                                      | Fred Ramsey                | 336                     | 0,74                    |
|                            |                                                   |                            |                         |                         |
| Iscritti                   | Iscritti                                          | Iscritti                   | 79 479                  | 100,00                  |
| ↳ Votanti (% su iscritti)  | ↳ Votanti (% su iscritti)                         | ↳ Votanti (% su iscritti)  | 45 692                  | 57,49                   |
| ↳ Astenuti (% su iscritti) | ↳ Astenuti (% su iscritti)                        | ↳ Astenuti (% su iscritti) | 33 787                  | 42,51                   |
|                            |                                                   |                            |                         |                         |
|                            | Esito: collegio passa da Conservatore a Laburista |                            |                         |                         |

### Elezioni negli anni 2010
| Partito                    | Partito                                   | Candidato                  | Risultati 12 dicembre 2019 | Risultati 12 dicembre 2019 |
| Partito                    | Partito                                   | Candidato                  | Voti                       | %                          |
| -------------------------- | ----------------------------------------- | -------------------------- | -------------------------- | -------------------------- |
|                            | Conservatore                              | Richard Graham             | 29 159                     | 54,24                      |
|                            | Laburista Co-Op                           | Fran Boait                 | 18 882                     | 35,12                      |
|                            | Lib Dem                                   | Rebecca Trimnell           | 4 338                      | 8,07                       |
|                            | Verdi                                     | Michael Byfield            | 1 385                      | 2,58                       |
|                            |                                           |                            |                            |                            |
| Iscritti                   | Iscritti                                  | Iscritti                   | 81 319                     | 100,00                     |
| ↳ Votanti (% su iscritti)  | ↳ Votanti (% su iscritti)                 | ↳ Votanti (% su iscritti)  | 53 764                     | 66,11                      |
| ↳ Astenuti (% su iscritti) | ↳ Astenuti (% su iscritti)                | ↳ Astenuti (% su iscritti) | 27 555                     | 33,89                      |
|                            |                                           |                            |                            |                            |
|                            | Esito: collegio confermato a Conservatore |                            |                            |                            |

| Partito                    | Partito                                   | Candidato                  | Risultati 8 giugno 2017 | Risultati 8 giugno 2017 |
| Partito                    | Partito                                   | Candidato                  | Voti                    | %                       |
| -------------------------- | ----------------------------------------- | -------------------------- | ----------------------- | ----------------------- |
|                            | Conservatore                              | Richard Graham             | 27 208                  | 50,32                   |
|                            | Laburista                                 | Barry Kirby                | 21 688                  | 40,11                   |
|                            | Lib Dem                                   | Jeremy Hilton              | 2 716                   | 5,02                    |
|                            | UKIP                                      | Daniel Woolf               | 1 495                   | 2,76                    |
|                            | Verdi                                     | Gerald Hartley             | 754                     | 1,39                    |
|                            | Monster Raving Loony                      | George Ridgeon             | 210                     | 0,39                    |
|                            |                                           |                            |                         |                         |
| Iscritti                   | Iscritti                                  | Iscritti                   | 82 963                  | 100,00                  |
| ↳ Votanti (% su iscritti)  | ↳ Votanti (% su iscritti)                 | ↳ Votanti (% su iscritti)  | 54 154                  | 65,27                   |
| ↳ Astenuti (% su iscritti) | ↳ Astenuti (% su iscritti)                | ↳ Astenuti (% su iscritti) | 28 809                  | 34,73                   |
|                            |                                           |                            |                         |                         |
|                            | Esito: collegio confermato a Conservatore |                            |                         |                         |

| Partito                    | Partito                                   | Candidato                  | Risultati 7 maggio 2015 | Risultati 7 maggio 2015 |
| Partito                    | Partito                                   | Candidato                  | Voti                    | %                       |
| -------------------------- | ----------------------------------------- | -------------------------- | ----------------------- | ----------------------- |
|                            | Conservatore                              | Richard Graham             | 23 837                  | 45,35                   |
|                            | Laburista                                 | Sophy Gardner              | 16 586                  | 31,55                   |
|                            | UKIP                                      | Richard Ford               | 7 497                   | 14,26                   |
|                            | Lib Dem                                   | Jeremy Hilton              | 2 828                   | 5,38                    |
|                            | Verdi                                     | Jonathan Ingleby           | 1 485                   | 2,82                    |
|                            | Monster Raving Loony                      | George Ridgeon             | 277                     | 0,53                    |
|                            | TUSC                                      | Sue Powell                 | 58                      | 0,11                    |
|                            |                                           |                            |                         |                         |
| Iscritti                   | Iscritti                                  | Iscritti                   | 82 949                  | 100,00                  |
| ↳ Votanti (% su iscritti)  | ↳ Votanti (% su iscritti)                 | ↳ Votanti (% su iscritti)  | 52 568                  | 63,37                   |
| ↳ Astenuti (% su iscritti) | ↳ Astenuti (% su iscritti)                | ↳ Astenuti (% su iscritti) | 30 381                  | 36,63                   |
|                            |                                           |                            |                         |                         |
|                            | Esito: collegio confermato a Conservatore |                            |                         |                         |

| Partito                    | Partito                                           | Candidato                  | Risultati 6 maggio 2010 | Risultati 6 maggio 2010 |
| Partito                    | Partito                                           | Candidato                  | Voti                    | %                       |
| -------------------------- | ------------------------------------------------- | -------------------------- | ----------------------- | ----------------------- |
|                            | Conservatore                                      | Richard Graham             | 20 267                  | 39,92                   |
|                            | Laburista                                         | Parmjit Dhanda             | 17 847                  | 35,16                   |
|                            | Lib Dem                                           | Jeremy Hilton              | 9 767                   | 19,24                   |
|                            | UKIP                                              | Mike Smith                 | 1 808                   | 3,56                    |
|                            | Democratici                                       | Alan Platt                 | 564                     | 1,11                    |
|                            | Verdi                                             | Bryan Meloy                | 511                     | 1,01                    |
|                            |                                                   |                            |                         |                         |
| Iscritti                   | Iscritti                                          | Iscritti                   | 79 322                  | 100,00                  |
| ↳ Votanti (% su iscritti)  | ↳ Votanti (% su iscritti)                         | ↳ Votanti (% su iscritti)  | 50 764                  | 64,00                   |
| ↳ Astenuti (% su iscritti) | ↳ Astenuti (% su iscritti)                        | ↳ Astenuti (% su iscritti) | 28 558                  | 36,00                   |
|                            |                                                   |                            |                         |                         |
|                            | Esito: collegio passa da Laburista a Conservatore |                            |                         |                         |

### Elezioni negli anni 2000
| Partito                    | Partito                                | Candidato                  | Risultati 5 maggio 2005 | Risultati 5 maggio 2005 |
| Partito                    | Partito                                | Candidato                  | Voti                    | %                       |
| -------------------------- | -------------------------------------- | -------------------------- | ----------------------- | ----------------------- |
|                            | Laburista                              | Parmjit Dhanda             | 23 138                  | 44,67                   |
|                            | Conservatore                           | Paul James                 | 18 867                  | 36,42                   |
|                            | Lib Dem                                | Jeremy Hilton              | 7 825                   | 15,11                   |
|                            | UKIP                                   | Gary Phipps                | 1 116                   | 2,15                    |
|                            | Verdi                                  | Bryan Meloy                | 857                     | 1,65                    |
|                            |                                        |                            |                         |                         |
| Iscritti                   | Iscritti                               | Iscritti                   | 82 500                  | 100,00                  |
| ↳ Votanti (% su iscritti)  | ↳ Votanti (% su iscritti)              | ↳ Votanti (% su iscritti)  | 51 803                  | 62,79                   |
| ↳ Astenuti (% su iscritti) | ↳ Astenuti (% su iscritti)             | ↳ Astenuti (% su iscritti) | 30 697                  | 37,21                   |
|                            |                                        |                            |                         |                         |
|                            | Esito: collegio confermato a Laburista |                            |                         |                         |

| Partito                    | Partito                                | Candidato                  | Risultati 7 giugno 2001 | Risultati 7 giugno 2001 |
| Partito                    | Partito                                | Candidato                  | Voti                    | %                       |
| -------------------------- | -------------------------------------- | -------------------------- | ----------------------- | ----------------------- |
|                            | Laburista                              | Parmjit Dhanda             | 22 067                  | 45,76                   |
|                            | Conservatore                           | Paul James                 | 18 187                  | 37,71                   |
|                            | Lib Dem                                | Tim Bullamore              | 6 875                   | 14,26                   |
|                            | UKIP                                   | Terry Lines                | 822                     | 1,70                    |
|                            | Alleanza Socialista                    | Stewart Smyth              | 272                     | 0,56                    |
|                            |                                        |                            |                         |                         |
| Iscritti                   | Iscritti                               | Iscritti                   | 81 144                  | 100,00                  |
| ↳ Votanti (% su iscritti)  | ↳ Votanti (% su iscritti)              | ↳ Votanti (% su iscritti)  | 48 223                  | 59,43                   |
| ↳ Astenuti (% su iscritti) | ↳ Astenuti (% su iscritti)             | ↳ Astenuti (% su iscritti) | 32 921                  | 40,57                   |
|                            |                                        |                            |                         |                         |
|                            | Esito: collegio confermato a Laburista |                            |                         |                         |

## Risultati dei referendum

### Referendum sulla permanenza del Regno Unito nell'Unione europea del 2016
|             | Collegio   | Lasciare UE % | Rimanere in UE % |
| ----------- | ---------- | ------------- | ---------------- |
|             | Gloucester | 58,9%         | 41,1%            |
| Inghilterra | 53,3%      | 46,7%         |                  |
| Regno Unito | 51,9%      | 48,1%         |                  |